# Marsdenia vohiborensis
Marsdenia vohiborensis är en oleanderväxtart som beskrevs av Choux. Marsdenia vohiborensis ingår i släktet Marsdenia och familjen oleanderväxter. Inga underarter finns listade i Catalogue of Life.